# Great American Country

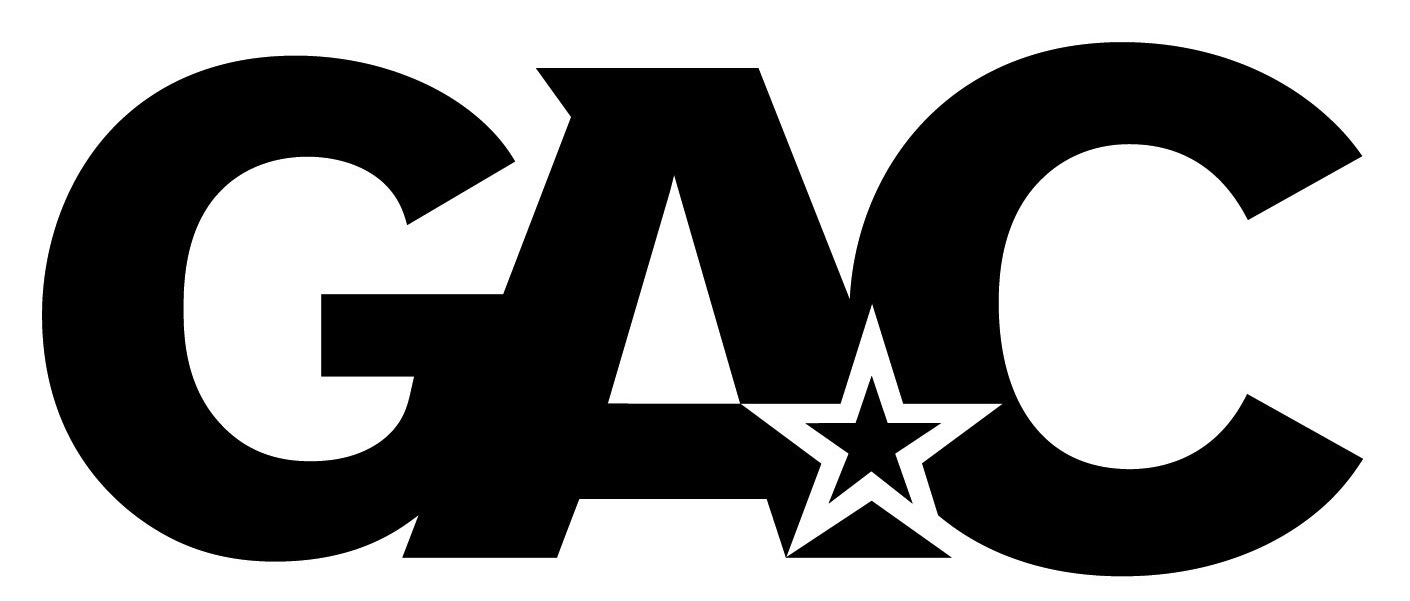
Great American Country

Great American Country é um canal de televisão a cabo norte-americano de música country com base em Nashville, Tennessee.